# 6287 Ленхем
6287 Ленхем (6287 Lenham) — астероїд головного поясу, відкритий 8 січня 1984 року.
Тіссеранів параметр щодо Юпітера — 3,198.